# Leanne Payne
Leanne Payne (* 26. Juni 1932 in Omaha, Nebraska, USA; † 18. Februar 2015, Carol Stream, Illinois, USA) war eine US-amerikanische Theologin, Seelsorgerin, Gründerin und Leiterin eines christlichen Dienstes für Gebet und Heilung (englisch: Pastoral Care Ministry). Sie hat über diesen seelsorgerlichen Dienst, der Teil der charismatischen Bewegung wurde, weltweit gelehrt und sieben Bücher geschrieben, die in zwölf Sprachen übersetzt wurden.

## Leben und Wirken
Leanne Payne, geborene Mabrey, wuchs als älteste Tochter des Kochs und Apothekers Robert Hugh Mabrey und seiner Frau Forrest Irene Williamson während der Grossen Depression in Omaha, im Mittleren Westen der USA, auf. Ihre mehrheitlich frommen, anglikanischen Vorfahren stammten aus England und Schottland, worunter auch Pastoren und Reiterprediger waren. Als sie drei Jahre alt war, starb ihr Vater am 22. August 1935 nach einem Schwimmbadbesuch an einer Gehirnentzündung. Die Mutter zog darauf mit ihrer jüngeren Schwester Nancy und ihr wieder zurück nach Little Rock in Arkansas, wo ihre Herkunftsfamilie lebte und sie im Haus ihrer Tante Ellie unterkamen.
Nach einer entbehrungsreichen Kindheit und intensiven Jugendjahren erlebte sie mit etwa 25 Jahren eine Umkehr zu Gott. 1963 wurde sie Studentenbetreuerin am evangelikalen Wheaton College, wo sie über 40 Jahre tätig sein sollte, jedoch auch in administrativen, forschenden und lehrenden Funktionen. Dort nahm sie am Gebetskreis und an Gottesdiensten um den episkopalen Pfarrer Richard Winkler teil, der einer der Gründerväter der charismatischen Bewegung war. Sie lernte viel von seinen geistlichen Erfahrungen und wurde eine seiner Mitarbeiterinnen. 1965 konnte sie den High-School-Abschluss nachholen, und sie studierte bis 1970 am Wheaton College, wo sie zugleich arbeitete, und dann einen Bachelor erhielt. An der Universität von Arkansas in Fayetteville studierte sie ab Herbst 1971 Englische Literatur und Pädagogik. Ende 1974 erhielt sie in Wheaton einen Master für ihre Arbeit zum Heiligen Geist im Werk von C. S. Lewis (englisch: Real Presence: The Holy Spirit in the Works of C. S. Lewis).
Payne lehrte nach 1974 am Wheaton College und war Assistentin des Anglisten Clyde Samuel Kilby, der dort auch für die C. S. Lewis-Buchsammlung verantwortlich war, die heute Marion E. Wade Center heißt. Sie katalogisierte die unveröffentlichten Briefe des englischen Professors C. S. Lewis, wodurch sie zur profunden Lewis-Kennerin und -Vermittlerin wurde. Durch Winkler wurde sie 1973 in den Dienst des Heilungsgebets nach Agnes Sanford eingeführt, bei der sie später auch im Seelsorgedienst tätig war. Ab 1976 arbeitete sie vollzeitlich als Beterin, Seelsorgerin und Schriftstellerin und siedelte nach Whitefish Bay bei Milwaukee in Wisconsin um. Am 4. Juli 1977 lernte sie in Washington, D.C. an einem Treffen mit Jimmy Carter die geistlichen Schriftsteller Helder Camara, Henri Nouwen und Elizabeth O’Connor kennen. 1979 konnte sie ihr erstes Buch Real Presence: The Christian Worldview of C. S. Lewis as Incarnational Reality veröffentlichen, worüber sie bereits fünf Jahre früher für ihre Masterarbeit geforscht hatte.
Am 1. Januar 1980 konnte sie die Eröffnungsansprache mit dem Titel Die Einsamkeit des Menschen zu den Studenten von Wheaton in der Edman Chapel halten. 1981 erhielt sie ein Forschungsstipendium und wurde wissenschaftliche Mitarbeiterin bei Henri Nouwen an der Yale Divinity School in New Haven. Nebst der eigentlichen Arbeit schätzte sie seine Eucharistiefeiern und die geistlichen Schriftauslegungen. Im gleichen Jahr veröffentlichte sie das zweite Buch The Broken Image (deutsch: Du kannst heil werden). Ebenso beeinflussten die Schriften des deutschen Philosophen Josef Pieper, des schottischen Theologen P. T. Forsyth und des kanadischen Psychiaters Karl Stern ihr weiteres Denken, Glauben und schriftstellerisches Schaffen.
1982 gründete sie mit unternehmerischen Freunden die Organisation Pastoral Care, so dass sie sich auf Gebet, Seelsorge, Beratung und Schulung konzentrieren konnte. Wie Charles Harris verstand sie Seelsorge als ein Eintreten in das liebende Schweigen Gottes und Warten auf das heilende Wort. L. B. (Ted) Smith und Bernie Klamecki übernahmen organisatorische, administrative und finanzielle Aufgaben. Lehrdienste in Seelsorge und Gebet tat sie in den folgenden Jahren in Nordamerika, Hawaii, Europa und Australien. Auch schrieb sie weitere Bücher wie Crisis in Masculinity, The Healing Presence, Restoring the Christian Soul und Listening Prayer.
1991 führte sie eine erste Konferenz im deutschen Hurlach durch, die von Jugend mit einer Mission mitgetragen wurde. Zusammen mit Christiane Mack folgten drei weitere Konferenzen 1997, 1999 und 2004 in Eringerfeld, Geseke bei Paderborn. Daraus wurde in der Folge das deutsche Netzwerk Inkarnation und Seelsorge gebildet.
2009 trat Payne altershalber zurück, und ihr Dienst wurde in Ministries of Pastoral Care umbenannt und mit ihrer Zustimmung weitergeführt. Sie litt an einer Parkinson-Erkrankung und starb nach einer Behandlung in der Windsor Park Manor Klinik.

## Privates
Bereits mit 15 Jahren heiratete sie William Payne, sie hatten eine Tochter Deborah, drei Enkelkinder und vier Urenkelkinder. Die Ehe wurde noch in jungen Jahren geschieden.

## Schriften
- The Broken Image: Restoring Personal Wholeness through Healing Prayer, 1995.
  - Du kannst heil werden: Wege zu einer geheilten Sexualität, 2009, ISBN 978-3-940188-14-4.
- The Healing Presence: Curing the Soul Through Union with Christ, 1995.
  - Heilende Gegenwart. Heilung des Zerbrochenen durch Gottes Liebe, Aussaat, Neukirchen 1994 und Asaph/Fontis, Basel, ISBN 978-3-935703-40-6
- Real Presence: The Christian Worldview of C. S. Lewis as Incarnational Reality, 1995.
- Restoring the Christian Soul: Overcoming Barriers to Completion in Christ through Healing Prayer, 1996.
  - Verändernde Gegenwart: Heilung und Wiederherstellung durch Gebet, Asaph, Lüdenscheid 1998, ISBN 978-3-931025-32-8.
- Listening Prayer: Learning to Hear God's Voice and Keep a Prayer Journal, 1999.
  - Dich will ich hören, Herr: Wie man das leise Reden Gottes besser versteht – und wie ein Gebetstagebuch dabei hilft, mit Ulrike Becker, Gerth Medien, Asslar 2001, ISBN 978-3-89490-091-5.
- Crisis in Masculinity, Baker, Grand Rapids 1984.
  - Krise der Männlichkeit, Aussaat, Neukirchen 1991 und Asaph, Lüdenscheid 2014, ISBN 978-3-935703-00-0.
- Heaven's Calling.
  - Leanne Payne *1932: Autobiografie, Asaph, Lüdenscheid 2009, ISBN 978-3-940188-15-1.